# Miners Ridge Lookout
Le Miners Ridge Lookout est une tour de guet du comté de Snohomish, dans l'État de Washington, dans le nord-ouest des États-Unis. Situé à 1 893 mètres d'altitude dans les North Cascades, il est protégé au sein de la forêt nationale du mont Baker-Snoqualmie et de la Glacier Peak Wilderness. Construit en 1938, il est inscrit au Registre national des lieux historiques depuis le 19 juillet 1987.